# Publishers Weekly
Publishers Weekly est un magazine américain hebdomadaire qui cible les maisons d'édition, les bibliothèques, les librairies, les maisons de distribution de livres et les agents littéraires. Publié 50 fois l'an, son slogan est The International News Magazine of Book Publishing and Bookselling (Le magazine international de la publication et de la commercialisation du livre).
En 2004, il se vendait environ 25 000 copies par semaine, dont 6 000 pour les maisons d'édition, 5 500 pour les bibliothèques publiques, 3 800 pour les distributeurs de livres, 1 600 pour les écrivains, 1 500 pour les bibliothèques collégiales et universitaires, 950 pour l'industrie des médias complémentaires (magazines et films, entre autres) et 750 pour les agents littéraires.
Le magazine s'intéresse principalement aux librairies, à la conception et à la fabrication du livre, la commercialisation, le marketing, la mise en marché, accompagné d'articles où sont interviewés des écrivains et de chroniques sur les droits d'auteurs touchant les films, les personnes-clés de l'industrie et les bestsellers.